# David Scheinert
Pour les articles homonymes, voir Scheinert.
David Scheinert (29 mai 1916 - 24 août 1996) est, selon la BNF, un poète, romancier et essayiste polonais de Belgique. Il est plus exact de le présenter comme écrivain belge d'origine polonaise : un poème intitulé "Mon pays", dans Dans ce jardin devenu le monde (1956), est une déclaration identitaire sans ambigüité, que viennent renforcer à leur manière, dans les "chansons" qui forment la seconde partie du recueil, les traces de l'héritage symboliste (Elskamp, Maeterlinck).
David Scheinert est né en Pologne en 1916, mais vit en Belgique à partir de 1924. De religion juive, sa famille est déportée en 1943 et ne reviendra pas d'Auschwitz. Lui-même prendra ses distances avec la religion.
Dans ses poèmes, il évoque la déportation :
« Mon fils, j’ai caché ton enfance dans la grande boîte à biscuits, laquée de noir et couverte de pensées. 
Et cette boîte, mon fils, je l’ai emportée avec moi, quand les Allemands sont venus me chercher. »
Il a reçu, en 1961 le prix Victor Rossel pour son recueil de nouvelles Le Flamand aux longues oreilles. Il a reçu en 1995 le prix Maurice Carême.
Il a été très engagé dans tous les combats antiracistes en Belgique et a écrit des poèmes pacifistes. Le recueil Dans ce jardin devenu le monde (1956) développe le lien entre la lutte contre les responsables de la Shoah et le combat plus général pour plus de justice. Nazisme et fascisme sont par ailleurs associés à d’autres fauteurs d’injustice, surtout à la bourgeoisie possédante. Cette lecture matérialiste et engagée est à la fois humaniste et universalisante, d’où le titre : le jardin d’Éden, forcément aboli, est devenu le monde, scène sur laquelle « l’humanité » (le mot revient plusieurs fois) souffre, se bat et laisse espérer un futur meilleur, de fraternité. Dans ce cadre, un poème (« Talion ») prend fortement parti contre l’occupation coloniale de l’Algérie et les violences de la répression (nous sommes en 1956). Un autre prend non moins nettement parti contre les « colonialistes » oppresseurs des Noirs qui vont bientôt gagner la partie. Un poème assez bref comme « Le blues du piano endormi » fait référence aux États-Unis. Dans un autre, qui fait également référence, semble-t-il, à l’Amérique du Nord (et à un violent « fait divers » raciste de l’époque), l’énonciateur écrit que certaines « mains […] / M’indiquent les pays / où monte la colère / des tribus d’ébène, / menaçant de trouer / la panse des nantis […] » ; ce poème, « Échec à la jungle », se termine par une prise de position prophétique plus large : « Le temps où le Noir / N’était qu’un volatile / Apeuré et tremblant / Qu’on égorge et qu’on plume, / Le temps où le Noir / Ne valait pas une thune, / Le temps où le Noir / Faisait votre fortune, / Ce temps, colonialistes, / Ce temps est révolu ! ».

## Citation
«  (...) La thora est tombée des mains dévotes et les généraux sont devenus des guides et seule gémit, comme une mère dont les fils sont morts, la muraille millénaire que caressent les vieux, les faibles, les trop forts.
Où sont les justes ? Sur les plateaux du juge, deux hommes ivres se balancent, mais où est le crime et où l'innocence ? »

## Œuvres

### Romans
- Bien que la terre soit ronde, Le Thyrse, Bruxelles 1950
- Constant Burniaux ou La hantise du temps.
- « Monsieur Heux et la symphonie hébraique », dans : Le Monde Juif,  1951/4 (N° 42), pages 22 à 23 Lire en ligne.
- Le Flamand aux longues oreilles, Del Duca Paris 1960

- Prix Rossel en 1961
- L'apprentissage inutile, Corréa, Paris 1948
- Le coup d'état, Editions de minuit, Paris 1950
- Le mal du docteur Laureys, Edition des Artistes, Bruxelles 1962
- Le voyage en Palestine, Louis Musin édit., Bruxelles, 1973
- Un silence provisoire, Del Duca, Paris, 1968
- La Contre-Saison, Paris, Del Duca, 1966

- Prix Mottart de l’Académie française en 1967

### Poèmes
- « La figue sur l'ulcère », Marginales, Bruxelles 1950
- « Requiem au genièvre », Pierre Seghers, Paris 1952
- « Le chat à neuf queues », Chez l'auteur, 1952
- « Et la lumière chanta », Pierre Seghers, Paris 1954
- Dans ce jardin devenu le monde : poèmes et chansons. Préface de Robert Vivier]. [Portrait de l'auteur par Charles Vliegen]. Paris-Bruxelles : Dutilleul, 1956, non paginé.
- « Comme je respire », Pierre Seghers, Paris 1956
- « Sang double », Chez l'auteur, 1962.

## Hommage
La maison situé 65 rue d'Artois à Bruxelles où David Scheinert a passé sa jeunesse et où sa famille a été arrêtée par l'occupant allemand est rehaussée d'une plaque commémorative.